# Совет по делам религий при Совете министров РСФСР
Сове́т по дела́м рели́гий при Совете Министров РСФСР (Совет по делам религий РСФСР, СДР РСФСР) — государственный орган при Совете Министров РСФСР, занимавшийся вопросами взаимодействия с религиозными организациями на территории РСФСР с 1986 по 1990 годы.
24 августа 1990 Совет Министров РСФСР издал постановление о ликвидации республиканского Совета по делам религий. 31 октября со своей должности снят Л. Ф. Колесников. Ликвидация СДР РСФСР была завершена в декабре 1990 года.

## Создание
Совет по делам религий при Совете Министров РСФСР был образован решением Совета Министров РСФСР от 14 ноября 1986 года. На тот момент уже в течение многих лет действовал Совет по делам религий при Совете Министров СССР, который занимался вопросами государственной политики в отношении религиозных организаций на территории всего СССР. Образование отдельного государственного органа по вопросам религиозной политики для РСФСР официально обосновывалось «сложностью религиозной ситуации, многонациональным составом республики, многообразием действующих религиозных организаций, появлением так называемых новых культов и движений, потребностью профессионального анализа процессов, происходящих в религиозной сфере, и выработки практических предложений для центральных и местных органов власти в их вероисповедной политике». По мнению историка Д. В. Поспеловского, республиканский СДР был создан для ослабления влияния председателя всесоюзного СДР К. М. Харчева. В марте 1987 года председателем СДР РСФСР был назначен Леонид Фёдорович Колесников.

## Деятельность
Большая часть уполномоченных по делам религий на территории РСФСР подчинялись непосредственно СДР РСФСР, а уполномоченные в крупных городах (Москва, Ленинград, Горький, Краснодар и др.) находились в двойном подчинении СДР РСФСР и СДР СССР.
В связи с тем, что СДР РСФСР возник в условиях начавшейся «перестройки», а также был государственным органом РСФСР — республики, более тесно связанной с православием, чем СССР в целом, новый орган стал более дружественным по отношению к Русской Православной Церкви, чем общесоюзный СДР. Л. Ф. Колесников неоднократно обращался в Совет Министров СССР с жалобами на нарушение прав духовенства и верующих представителями власти на местах, а 3 февраля 1989 направил проект широкомасштабной либерализации государственной политики в отношении религиозных организаций (разработка закона о свободе вероисповедания, предоставление религиозным организациям прав юридического лица, восстановление бесхозных храмов, разрешение проведения богослужений вне храма, допуск духовенства в больницы, детские дома и исправительные учреждения, освещение церковной жизни в СМИ с государственных и церковных позиций и т. д.).
В 1989 году между СДР РСФСР и СДР СССР возник серьёзный конфликт, который завершился отставкой председателя СДР СССР К. М. Харчева.
Период работы СДР РСФСР был временем, когда в РСФСР массово открывались храмы и монастыри, при участии уполномоченных по делам религий осуществлялось урегулирование межэтнических конфликтов, было проведено торжественное празднование 1000-летия Крещения Руси.